# Ischnochiton tindalei
Ischnochiton tindalei är en blötdjursart som beskrevs av Edwin Ashby 1924. Ischnochiton tindalei ingår i släktet Ischnochiton och familjen Ischnochitonidae.
Artens utbredningsområde är Western Australia. Inga underarter finns listade i Catalogue of Life.